# 月球土壤

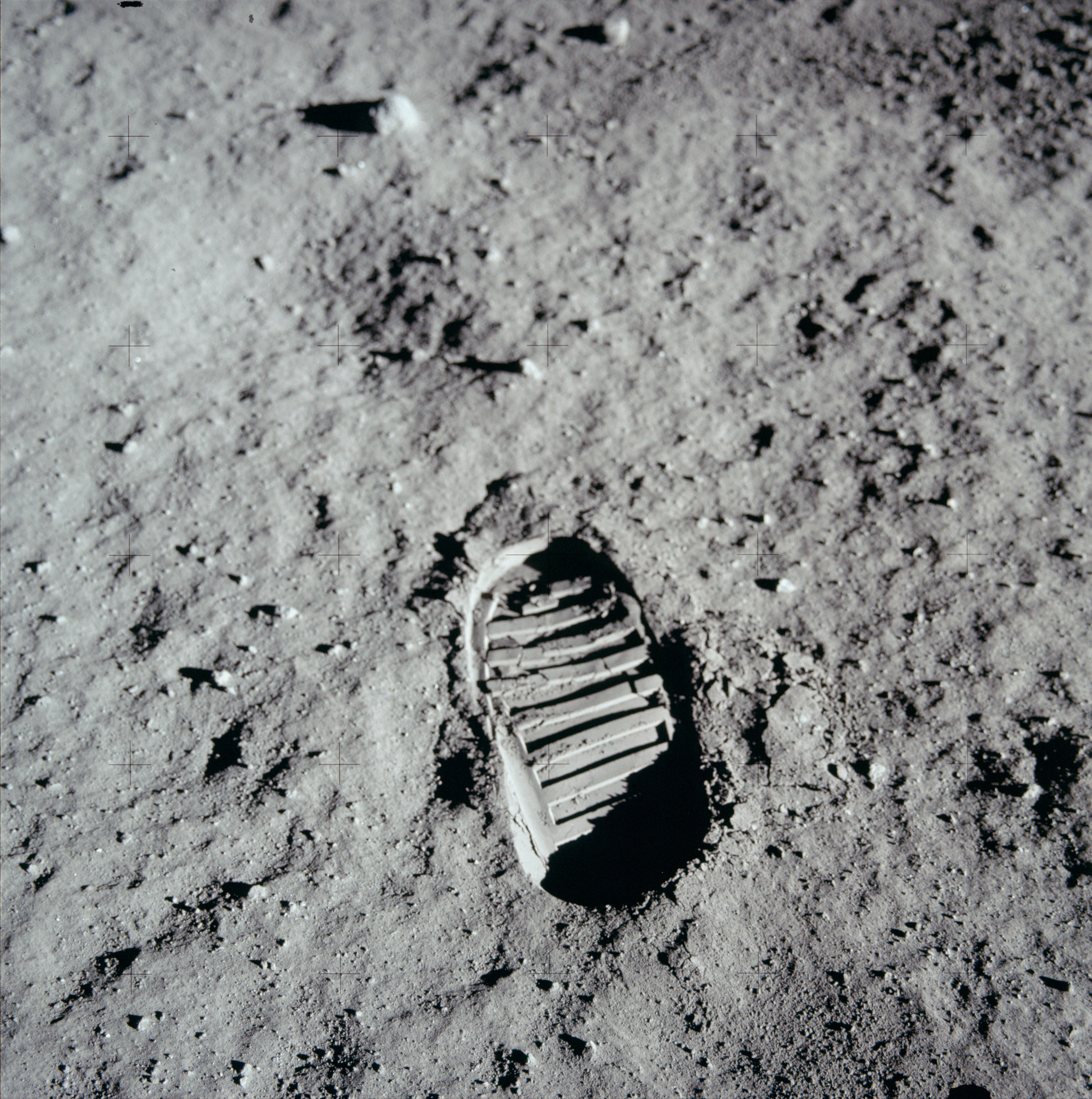
巴兹·奥尔德林在月球月壤上的靴印。

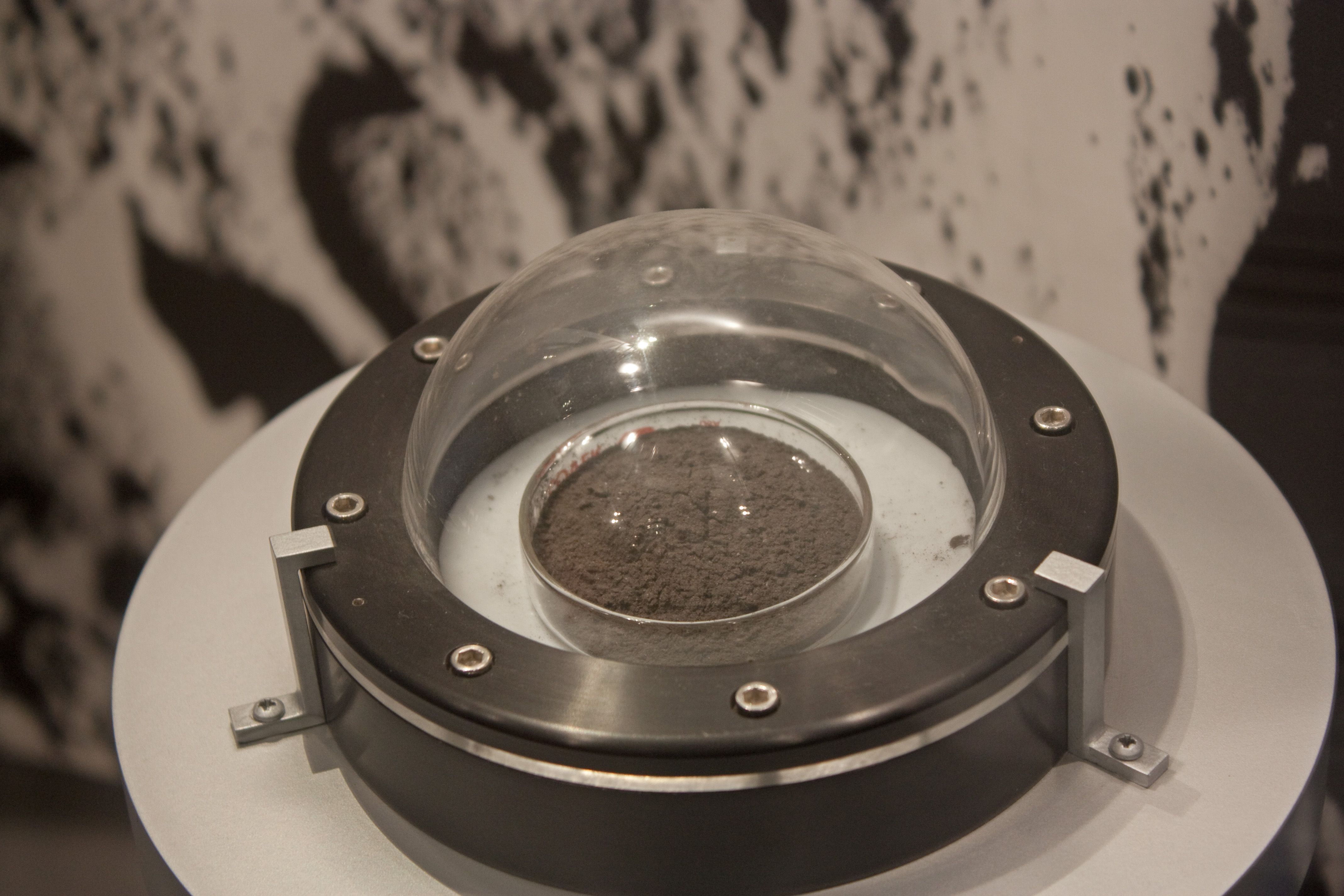
阿波罗17号任务期间收集的月壤。

月壤（Lunar soil）是在月球表面发现的细微表岩屑部分，其性质可能与地球上的泥土有很大的不同。月壤的物理性质主要是玄武岩和斜长岩物理崩解的结果，这是多年来持续的流星撞击和太阳及星际带电粒子轰击所造成，这一过程主要是一种物理风化作用。随着时间的推移，颗粒被研磨成越来越细的尺寸，这种情况与地球上的尘土形成了根本性的不同，后者是由分子氧（O2）、湿度、大气风和一系列强大的生物作用过程产生的。
“月壤”通常仅指月球较细部分的表岩屑，由直径小于等于1 厘米的颗粒组成，但这二种概念通常可互换使用。月尘通常意味着比月壤更细的材料，对于什么样的粒度尺寸构成“尘埃”，没有正式定义，有些人将最小直径值设置为小于50微米，而另一些人则将其设置为小于10微米。

## 形成过程
形成月壤的主要过程如下：

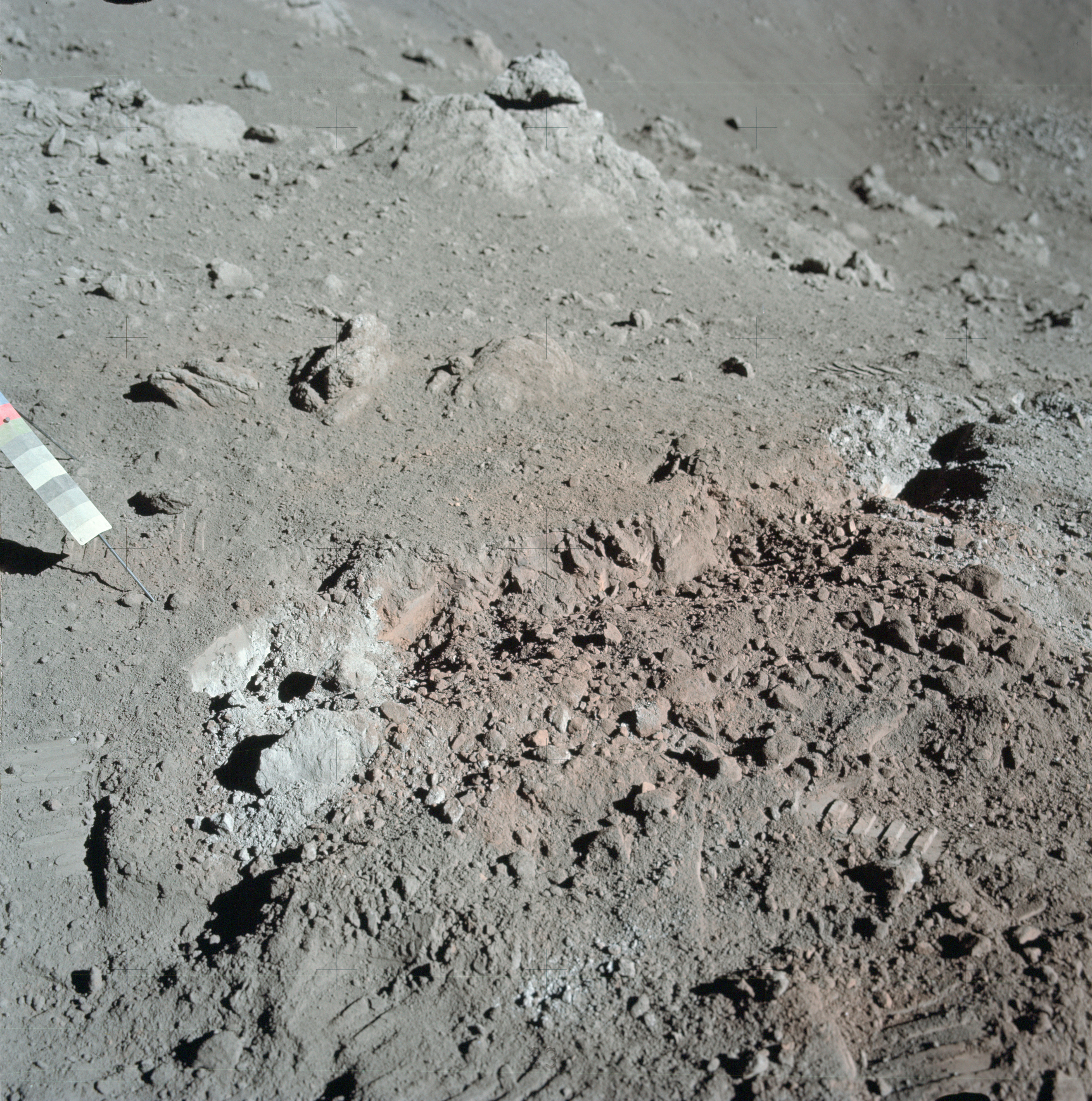
阿波罗17号发现的橙色月壤是由火山玻璃珠所构成。

- 粉碎：通过陨石和微陨石的撞击，将岩石和矿物机械破碎成更小的颗粒；
- 粘合：通过微陨石撞击产生的玻璃将矿物和岩石碎屑烧结在一起；
- 由离子和高能粒子撞击引起的太阳风溅射和宇宙射线散裂。

随着时间的推移，这些过程会继续改变尘土的物理和光学性质，这被称为空间风化。
此外，火喷泉（喷出的火山熔岩在落回地表之前冷却凝结成小玻璃珠）可以在某些地方形成细小而重要的沉积物，如阿波罗17号在陶拉斯-利特罗谷的肖特坑发现的橙色月壤，以及阿波罗15号在哈德利-亚平宁区发现的绿色玻璃。火山玻璃珠沉积也被认为是遍布月球其他地方黑色沉积覆盖物（DMD）的来源。

## 矿物和成分
月壤由各种类型的颗粒组成，包括岩石碎片、单一矿物碎屑以及包括凝集颗粒、火山和撞击球体等在内的各种玻璃。这些凝集物在月表通过微陨石撞击形成，引起小规模的熔化，将相邻物质与嵌在尘埃粒子玻璃状外壳中的微量铁元素熔合在一起。随着时间的推移，这些物质通过撞击过程进行垂直和水平混合（称之为“搅动”）。在这一过程中，外来物所占比例相对较小，因此任何给定位置的尘土成分很大程度上反映了当地基岩的成分。
月球表岩屑与地球泥土在化学成分上有两种巨大的差异，首先，月球非常干燥，因此，表面不存在粘土、云母和角闪石等结构（矿物水合作用）中含水的矿物；第二种区别是，月球表岩屑和月壳是化学还原的，而不像地球地壳那样被明显氧化。就表岩屑而言，部分原因是太阳风中的质子不断轰击月球表面，结果导致月球上的铁以元素 (0) 和阳离子 (+2) 氧化态存在，而在地球上，铁主要以二价和三价氧化态存在。 

月球表面各种元素的相对丰度
月球高地、低地和地球上各种元素的相对丰度（重量比%）。
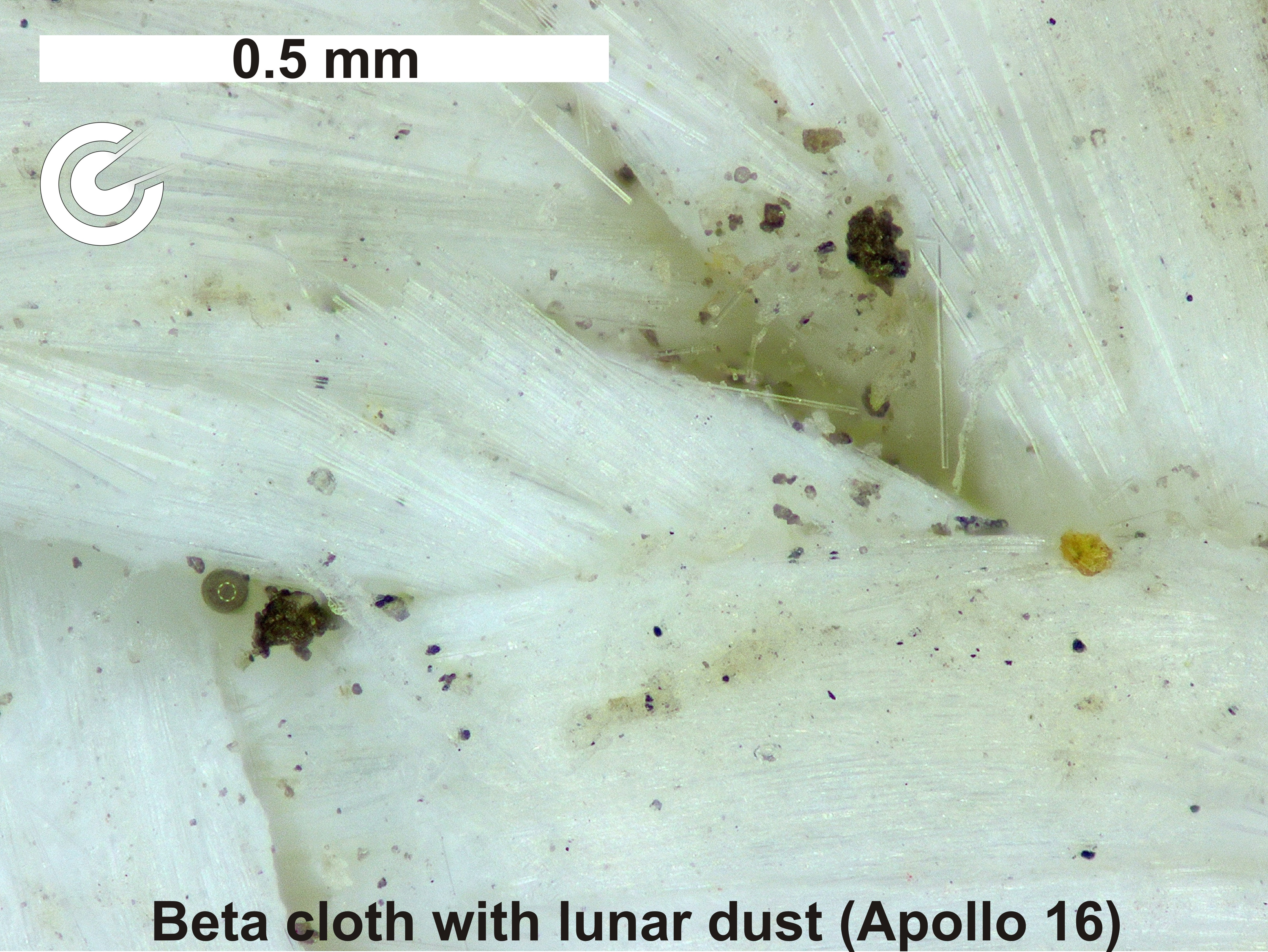
被月壤污染的贝他布（阿波罗16号）

## 性质
月壤属性对将来可能的构筑物、地面交通网和废物处理系统等建设意义重大，仅此数种，就将取决于从测试月壤样本中所获得的真实实验数据，土壤承载力是地球上此类结构设计中的一个重要参数。
由于无数次的陨石撞击（速度在20公里/秒范围内），月球表面覆盖着一层薄薄的带电尘埃，可粘附在与之接触的任何表面上。
月球月壤的密度约为1.5克/厘米3，表层月壤下方的尘土变得非常稠密。
其他可能影响月壤性质的因素包括较大的温差、高度真空以及缺乏磁场，从而允许带电的太阳风粒子可持续撞击月球表面。

## 月尘喷泉与静电悬浮
有证据表明，月球上有一层薄薄的运动尘埃颗粒层，不断地从月球表面跃起或落回月表，形成一层看上去静止，但实际由不断运动的尘埃颗粒组成的“尘埃大气”。“月球喷泉”一词被用来描述这一效应，类比于喷泉中沿射流运动的水分子流，由于水流的恒定性而显得静止.根据美国宇航局戈达德太空飞行中心地外物理实验室2005年提出的模型，这是由静电悬浮所引起。在月球白天，太阳硬紫外线和X射线辐射的能量足以将月壤原子和分子中的电子击出。正电荷不断累积，直止最小的月尘颗粒（1微米或更小）被从表面斥出，漂浮在数米到数公里高的任何地方，最小的颗粒则可到达最高的高度，最终，它们会回落到重复这一过程的表面。在夜间，太阳风的电子使月尘带负电荷。事实上，喷泉模型表明，夜晚侧比白天侧产生更大的电张力差，可能会将月尘颗粒发射到更高的高度。在穿过地球磁尾的月球轨道部分-月球磁场的一部分，这种效应可能会进一步增强。在晨昏圈上，昼夜区之间可能会形成导致月尘水平迁移—一种“月球风暴”的明显水平电场。

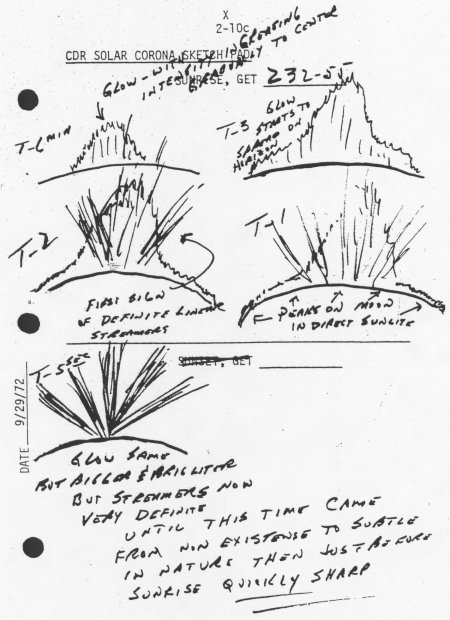
阿波罗17号宇航员速写的月球“霞光”。

1956年，科幻作家哈尔·克莱门特（Hal Clement）在其短篇小说《擦灰布》（Dust Rag）中就预见到了这一效果，该小说发表在《惊奇科幻故事》中。

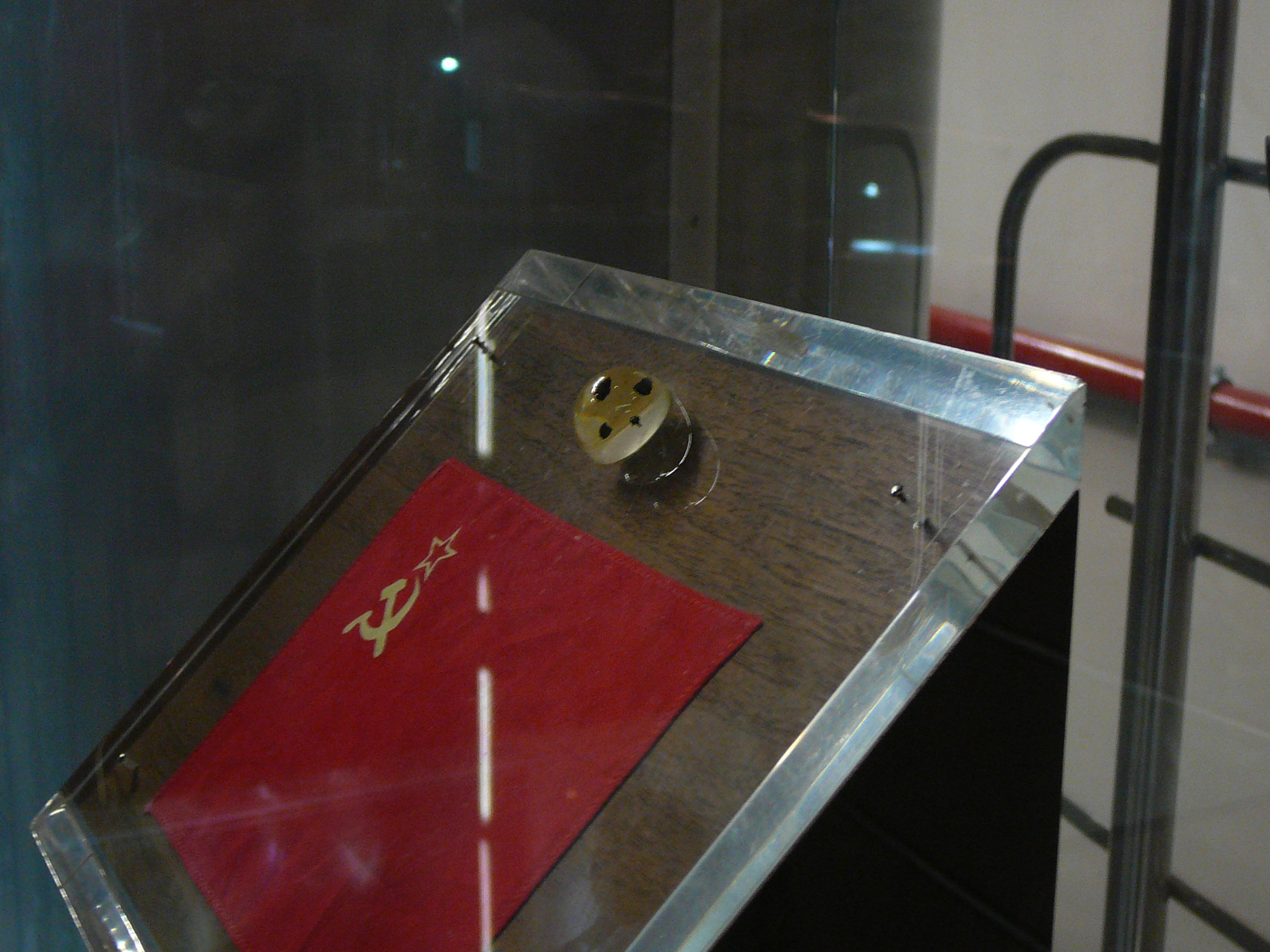
赠送给苏联的阿波罗11号采回的表岩屑，展出在莫斯科航天博物馆。

有一些证据表明了这一效应，20世纪60年代初，勘测者7号和之前数艘软着陆在月球上的勘测者号探测器返回的照片显示，在日落后，月球地平线上仍呈现有明显的微光。此外，与所预期的无空气条件下没有大气霾雾的情况相反，天地之间的遥远地平线看起来并非轮廓分别。1972年，阿波罗17号宇航员绕月飞行期间，在月球日出或日落前10秒钟，他们反复看到并描绘了称之为“光带”、“彩带”或“霞光”的景象。阿波罗8号、10号和15号上的宇航员也报告了这种光线，它们可能有些类似与地球上的云隙光。
阿波罗17号还在月球表面进行了一项名为“月球喷出物和流星的实验”，英文缩写“利姆”（LEAM），主要为寻找小流星体撞击月表所激起的尘埃。它有三具分别监测上方和东西二侧的传感器，可记录微小粒子的速度、能量和方向。“利姆”实验装置每天早上都会看到大量的粒子，它们大多来自东方或西方，而非上下方，并且大多比预期的月球喷出物速度慢。
此外，在每次月球日出后数小时内，该实验装置的温度会升至近100摄氏度，因此，常因过热而不得不暂时关闭。据推测，这可能是由于带电的月尘粘附在实验装置，使其表面变暗，导致实验包吸收而非反射阳光的结果。但是，科学家们无法确定问题的根源，因为在阿波罗计划结束之前，“利姆”装置只进行了短暂的运行。
这些风暴曾可能被从地球上发现过：几个世纪以来，有报道称月球上有奇怪的发光，称为“月球瞬变现象”或“TLPs”。月球瞬变现象为观察到的瞬间闪光，现在普遍认为是可看到的流星体撞击月表的证据。但另一些则表现为形状不定的微红或发白光晕，甚至是在数秒或数分钟内改变形状或消失的朦胧区域，这些都可能是悬浮月尘反射太阳光的结果。

## 月尘的有害影响
2005年，美国宇航局的一项研究列出人类在进行载人火星探险前需进一步研究的20种风险，并将“尘埃”列为首项挑战。该报告敦促研究尘埃的物理性能、腐蚀性、砂砾性以及对电气系统的影响。大多数科学家认为，明确回答这些问题的唯一方法是在发射宇航员之前先从火星上取回完好的土壤和岩石样本。
尽管该报告只涉及火星尘埃，但对有关月尘的担忧同样有效。在月球表面发现的尘埃可能对所有人类前哨技术和宇航员都会造成有害影响：
- 表面变暗，引起热辐射传导显著增加；
- 粉尘颗粒的摩擦性可能会搓破或磨损表面；
- 对密封太空设备、光学透镜、太阳能电池板、窗户及电线的垫圈涂层产生负面影响；
- 可能对宇航员的肺叶、神经和心血管系统造成损害；
- 暴露在太空环境中的细小尘埃颗粒，可能会增加宇航服电弧的风险。

在月球表面探测期间，应使用航天卫生原则来评估接触月尘的风险，从而确定控制接触的最适当标准。这些措施可能包括在三级气闸中脱去航天服，脱除前用磁铁对航天服进行“真空吸尘”，以及使用带有高效微粒过滤器的局部排气通风设备来清除航天器空气中的尘埃。
月尘的有害特性尚不完全清楚，根据对地球上尘埃的研究，预计暴露在月尘中将会面临更大的急性和慢性健康风险。这是因为月尘比地球尘埃具有更高的化学反应性和更大的尖齿边缘区，如果化学反应性颗粒沉积在肺部，可能会导致呼吸系统疾病，而长期接触这些尘埃可能会导致类似矽肺的更严重呼吸系统疾病。探月期间，宇航员的宇航服将被月尘污染，脱下防护服后，尘埃会释放到空气中。用于降低接触的方法包括提高气闸内空气再循环率、采用“双层航天服”，使用防尘罩，应用高等级磁性分离，以及通过太阳光通量烧结和熔化月壤。

## 当前价值
阿波罗宇航员从六处着陆点共带回了约360公斤（790磅）的月岩，尽管该材料被隔离在真空包装瓶中，但现在已无法用于详细的化学或物理分析——砂质颗粒已磨损了真空瓶的刃口密封铟片，空气慢慢渗漏了进去。从月球带回的每一个样本都受到了地球空气和潮湿污染，尘埃已经染上了一层锈迹，并由于与地球上的水和氧分子结合，其化学反应性早已消失，这些尘土的化学和静电性质已与未来宇航员在月球上遇到的情况不再相符。
2014年，当美国政府批准出售宇航员拥有和收集的私人材料，被月尘污染的物品终于向公众开放。当时，在用于销售的物品中，只有一根行李带在月球上逗留了32小时以上，并沾染到真正的月尘。查尔斯·“皮特”·康拉德在阿波罗12号任务中的一件宇航服，在他的庄园拍卖会上卖给了一位私人收藏者；2017年，尼尔·阿姆斯特朗1969年收集的月壤被拍卖。虽然许多珠宝和钟表制造商声称他们的产品含有“月尘”，但据信这些产品只含有一点来自月球陨石的碎屑和尘埃。2020年9月11日，美国宇航局宣布，它愿意通过向商业供应商征求建议来为月壤创造一个商业市场。